# Station Petersfield
Petersfield is een spoorwegstation van National Rail in East Hampshire in Engeland. Het station is eigendom van Network Rail en wordt beheerd door South Western Railway. 